# 海澄文定城际铁路
海澄文定城际铁路是位于中国海南省海口市、澄迈县、定安县、文昌市的规划中的城际铁路网络，同时也是国家发改委编制的海南现代综合交通运输体系规划中海口市多层次轨道交通网络体系的一部分。该项目分为两条线路，总长度142.6km。设计最高时速120km。项目预计总投资596亿元。

## 历史
2020年8月，《海口新闻联播》首次提及海澄文城际铁路规划方案研究。
2020年9月，海南省发改委根据国家发改委要求编制了海南省“十四五”中央预算内投资项目清单，其中提及了海澄文定城际铁路项目建设。根据清单计划于2024年开工。由国家发改委编制的海南现代综合交通运输体系规划也提及研究以海口、三亚市为核心的多层次轨道交通网络规划方案。

## 线路

### 1号线
自澄迈县马村港起步，向东途经海口市中心、海口江东新区、海口美兰国际机场、终到文昌市铺前镇。

### 2号线
自海口市新埠岛起，向南途经海甸岛、海口市中心、观澜湖新区，终到定安县定城镇。